# Sulcus
|  | Per a altres significats, vegeu «sulcus (neuroanatomia)». |

En astrogeologia, sulcus (plural sulci, abr. SU) és una paraula llatina que significa «solc» que la Unió Astronòmica Internacional (UAI) utilitza per designar crestes o solcs a la superfície dels planetes o altres cossos celestes que recorden, per la seva forma, als plecs de la Terra.
El terme és utilitzat per la Unió Astronòmica Internacional per identificar estructures geològiques d'aquest tipus presents al planeta Mart, als satèl·lits Ganimedes, Encèlad, Miranda i Tritó, i al planeta nan (1) Ceres.
Aquests plecs del sòl poden deure's a diferents factors com ara: 
- refrigeració del cos celeste i el seu encongiment i deformació de l'escorça;
- aixecament de serres i muntanyes a causa de l'acció tectònica;
- impacte d'altres cossos i formació relativa del cràter;
- efectes de la marea que deformen la superfície;
- meteorològica del planeta.